# Manziat
Manziat är en kommun i departementet Ain i regionen Auvergne-Rhône-Alpes i östra Frankrike. Kommunen ligger  i kantonen Bâgé-le-Châtel som ligger i arrondissementet Bourg-en-Bresse. Kommunens areal är 12,63 km². År 2022 hade Manziat 1 985 invånare.

## Befolkningsutveckling
Antalet invånare i kommunen Manziat
Referens: INSEE